# Pedagogisk digital kompetens

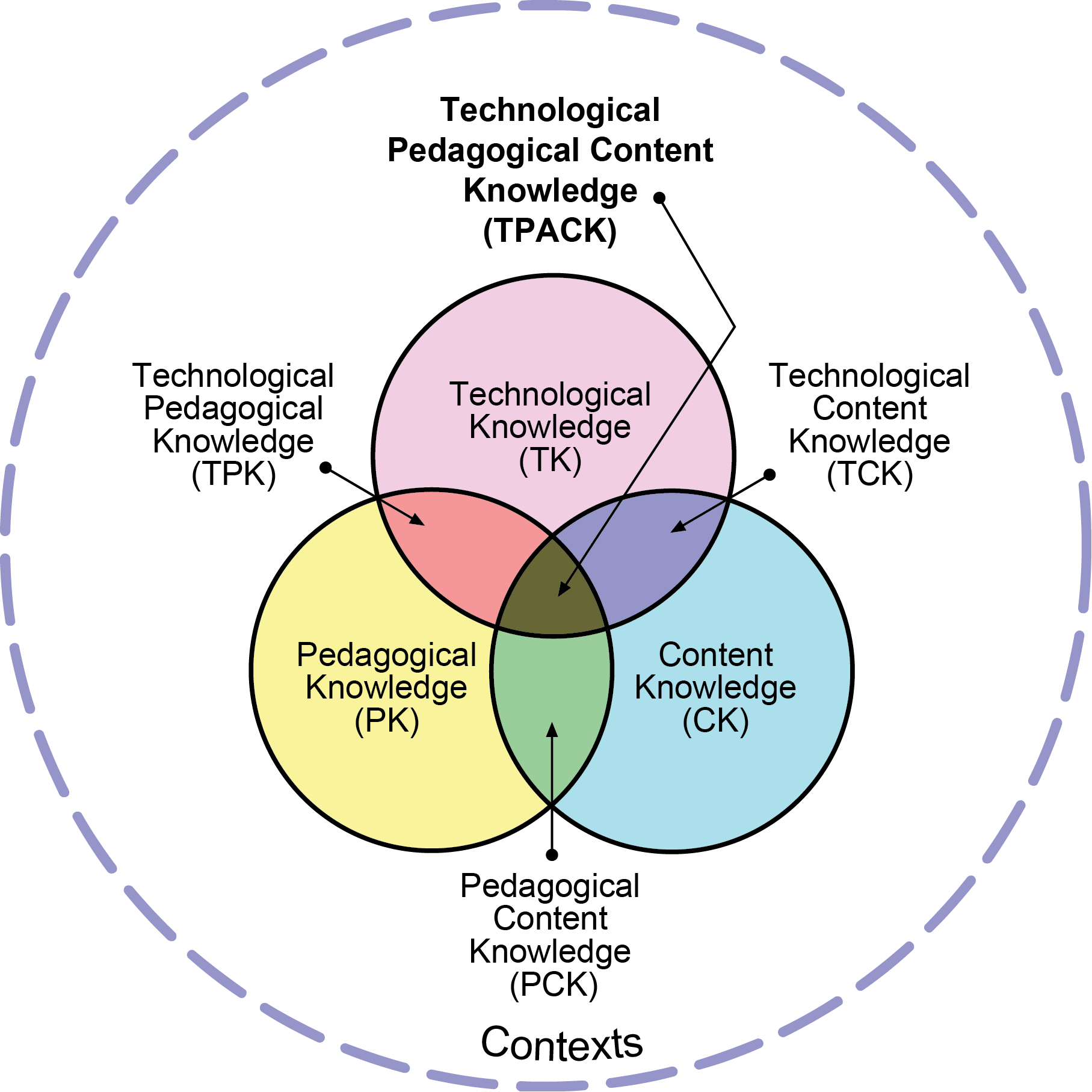
Modellen TPACK

Pedagogisk digital kompetens (PDK)  är förmågan att som lärare kunna använda olika IT-verktyg i undervisningen. Pedagogisk digital kompetens är förmågan och kunskapen om att kunna planera, dokumentera , bedöma och genomföra undervisning i linje med Läroplan för gymnasieskolan '11, Läroplan för grundskolan '11 och Läroplan för förskolan . Att ha digital kompetens innebär att man kan använda olika digitala verktyg för att synliggöra, samarbeta och kommunicera. Behovet av en pedagogisk digital kompetens  ökar i samband med samhällets digitalisering. Den digitala kompetensen i läroplanerna för gymnasieskolan , grundskolan  och förskolan  bör tydliggöras enligt Skolverket  eftersom eleverna behöver förberedas för det alltmer digitaliserade samhället.
Modellen "TPACK"-Content (CK), Pedagogy (PK), and Technology (TK) är en modell som försöker definiera vad lärare behöver för kunskaper inom ett antal områden. Dels ämneskunskaper, pedagogisk kompetens, ämnesdidaktiska kunskaper, teknisk kompetens, pedagogisk teknisk kompetens, samt kompetens i hur man använder tekniken som verktyg. Modellen pekar på det förhållande delarna har.
Globala satsningar på att stärka lärares pedagogiska digitala kompetens (PDK) sker genom Unesco i ramverket ICT Competency Framework for Teachers som beskriver kompetensen i olika nivåer. Dessa nivåer utgör en fördjupning av TPACK-modellen.
Inom högre utbildning används bland annat ett ramverk framtaget av EU Science Hub vid namn The European Framework for the Digital Competence of Educators (DigCompEdu) som också behandlar studentens behov av digital kompetens för att gynna lärandet.